# Boston Marathon 1949
De Boston Marathon 1949 werd gelopen op dinsdag 19 april 1949. Het was de 53e editie van de Boston Marathon. Aan deze wedstrijd mochten geen vrouwen deelnemen. De Zweed Gösta Leandersson kwam als eerste over de streep in 2:31.50,8.
Het parcours is te kort gebleken. Het had namelijk niet de lengte van 42,195 km, maar 41,1 km.

## Uitslag
| rang   | naam              | land | tijd      |
| ------ | ----------------- | ---- | --------- |
| Goud   | Gösta Leandersson | SWE  | 2:31.50,8 |
| Zilver | Victor Dyrgall    | USA  | 2:34.42   |
| Brons  | Louis White       | USA  | 2:36.48   |
| 4      | John A Kelley     | USA  | 2:38.07   |
| 5      | Bernard Joe Smith | USA  | 2:38.30   |
| 6      | Gérard Côté       | CAN  | 2:42.55   |
| 7      | Fran Austin       | USA  | 2:43.28   |
| 8      | Tom Jones         | USA  | 2:44.05   |
| 9      | Andrew Neidling   | USA  | 2:44.31   |
| 10     | Paul Collins      | CAN  | 2:45.11   |

1897 ·
1898 ·
1899 ·
1900 ·
1901 ·
1902 ·
1903 ·
1904 ·
1905 ·
1906 ·
1907 ·
1908 ·
1909 ·
1910 ·
1911 ·
1912 ·
1913 ·
1914 ·
1915 ·
1916 ·
1917 ·
1918 ·
1919 ·
1920 ·
1921 ·
1922 ·
1923 ·
1924 ·
1925 ·
1926 ·
1927 ·
1928 ·
1929 ·
1930 ·
1931 ·
1932 ·
1933 ·
1934 ·
1935 ·
1936 ·
1937 ·
1938 ·
1939 ·
1940 ·
1941 ·
1942 ·
1943 ·
1944 ·
1945 ·
1946 ·
1947 ·
1948 ·
1949 ·
1950 ·
1951 ·
1952 ·
1953 ·
1954 ·
1955 ·
1956 ·
1957 ·
1958 ·
1959 ·
1960 ·
1961 ·
1962 ·
1963 ·
1964 ·
1965 ·
1966 ·
1967 ·
1968 ·
1969 ·
1970 ·
1971 ·
1972 ·
1973 ·
1974 ·
1975 ·
1976 ·
1977 ·
1978 ·
1979 ·
1980 ·
1981 ·
1982 ·
1983 ·
1984 ·
1985 ·
1986 ·
1987 ·
1988 ·
1989 ·
1990 ·
1991 ·
1992 ·
1993 ·
1994 ·
1995 ·
1996 ·
1997 ·
1998 ·
1999 ·
2000 ·
2001 ·
2002 ·
2003 ·
2004 ·
2005 ·
2006 ·
2007 ·
2008 ·
2009 ·
2010 ·
2011 ·
2012 ·
2013 ·
2014 ·
2015 ·
2016 ·
2017 ·
2018 ·
2019 ·
2020 ·
2021 ·
2022